# Bahnstrecke Mönsterås–Växjö
| Bahnhof Mönsterås |                                                                               |                                       |                                       |
| Streckennummer: | 877                                                                           |                                       |                                       |
| Streckenlänge: | 68,9 km (1920), heute: 20 km                                                  |                                       |                                       |
| Spurweite: | Fagerhult–Mönsterås: 891 mm Sandbäckshult–Mönsterås bruk:1435 mm              |                                       |                                       |
| Maximale Neigung: | Schmalspur: 16 ‰                                                              |                                       |                                       |
| Minimaler Radius: | Schmalspur: 200 m                                                             |                                       |                                       |
| Streckengeschwindigkeit: | Schmalspur: 40 km/h Normalspur: Bandel 877: Mönsterås–(Blomstermåla): 70 km/h |                                       |                                       |
| |                                                                               |                                       |                                       |
| \| \| 20 \| Mönsterås bruk \| (ab 1958) \| \| \| 12 0 \| Mönsterås \| Mönsterås \| \| \| 10 2 \| Stubbemåla \| Stubbemåla \| \| \| \| Norrbacken \| \| \| \| 4 8 \| Tålebo \| Tålebo \| \| \| \| von Kalmar \| \| \| \| \| Blomstermåla \| \| \| \| \| \| \| \| \| 0 12 \| Sandbäckshult \| Sandbäckshult \| \| \| \| nach Hultsfred \| \| \| \| \| \| \| \| \| \| Kronobäck \| \| \| \| \| Bäckebo \| \| \| \| 24 \| Abbetorp \| Abbetorp \| \| \| 31 \| Vackerslätt \| Vackerslätt \| \| \| 34 \| Knivingaryd \| Knivingaryd \| \| \| \| Sandslätt \| \| \| \| 39 \| Alsterbro \| Alsterbro \| \| \| \| Bahnstrecke Ruda–Älghult von Ruda \| \| \| \| 44 \| Skoghult \| Skoghult \| \| \| \| Bahnstrecke Ruda–Älghult nach Ålghult \| \| \| \| 46 \| Fröskelås \| Fröskelås \| \| \| 49 \| Kråksmåla \| Kråksmåla \| \| \| 55 \| Flatehult \| Flatehult \| \| \| 59 \| Grönskåra \| Grönskåra \| \| \| \| Björkedal \| \| \| \| 65 \| Kianäs \| Kianäs \| \| \| 70 \| Fagerhult \| Fagerhult \| \| \| \| ehemals geplante Strecke \| \| \| \| \| Växjö \| \| \| \| \| \| \| \| Quellen: [2] \| \| \| \| |                                                                               |                                       |                                       |
| Betriebsstelle Streckenanfang | 20                                                                            | Mönsterås bruk                        | (ab 1958)                             |
| Dienststation / Betriebs- oder Güterbahnhof | 12 0                                                                          | Mönsterås                             | Mönsterås                             |
| ehemaliger Haltepunkt / Haltestelle | 10 2                                                                          | Stubbemåla                            | Stubbemåla                            |
| ehemaliger Haltepunkt / Haltestelle |                                                                               | Norrbacken                            | Norrbacken                            |
| ehemaliger Bahnhof | 4 8                                                                           | Tålebo                                | Tålebo                                |
| Strecke · Strecke |                                                                               | von Kalmar                            | von Kalmar                            |
| Strecke · Bahnhof |                                                                               | Blomstermåla                          | Blomstermåla                          |
| Abzweig ehemals geradeaus, nach links und von links · Strecke nach rechts |                                                                               |                                       |                                       |
| Blockstelle | 0 12                                                                          | Sandbäckshult                         | Sandbäckshult                         |
| Abzweig ehemals geradeaus und nach rechts |                                                                               | nach Hultsfred                        | nach Hultsfred                        |
| Verschwenkung nach links (Strecke außer Betrieb) |                                                                               |                                       |                                       |
| Haltepunkt / Haltestelle (Strecke außer Betrieb) |                                                                               | Kronobäck                             | Kronobäck                             |
| Blockstelle (Strecke außer Betrieb) |                                                                               | Bäckebo                               | Bäckebo                               |
| Bahnhof (Strecke außer Betrieb) | 24                                                                            | Abbetorp                              | Abbetorp                              |
| Bahnhof (Strecke außer Betrieb) | 31                                                                            | Vackerslätt                           | Vackerslätt                           |
| Bahnhof (Strecke außer Betrieb) | 34                                                                            | Knivingaryd                           | Knivingaryd                           |
| Blockstelle (Strecke außer Betrieb) |                                                                               | Sandslätt                             | Sandslätt                             |
| Bahnhof (Strecke außer Betrieb) | 39                                                                            | Alsterbro                             | Alsterbro                             |
| Abzweig geradeaus und von rechts (Strecke außer Betrieb) |                                                                               | Bahnstrecke Ruda–Älghult von Ruda     | Bahnstrecke Ruda–Älghult von Ruda     |
| Bahnhof (Strecke außer Betrieb) | 44                                                                            | Skoghult                              | Skoghult                              |
| Abzweig geradeaus und nach links (Strecke außer Betrieb) |                                                                               | Bahnstrecke Ruda–Älghult nach Ålghult | Bahnstrecke Ruda–Älghult nach Ålghult |
| Bahnhof (Strecke außer Betrieb) | 46                                                                            | Fröskelås                             | Fröskelås                             |
| Bahnhof (Strecke außer Betrieb) | 49                                                                            | Kråksmåla                             | Kråksmåla                             |
| Bahnhof (Strecke außer Betrieb) | 55                                                                            | Flatehult                             | Flatehult                             |
| Bahnhof (Strecke außer Betrieb) | 59                                                                            | Grönskåra                             | Grönskåra                             |
| Haltepunkt / Haltestelle (Strecke außer Betrieb) |                                                                               | Björkedal                             | Björkedal                             |
| Bahnhof (Strecke außer Betrieb) | 65                                                                            | Kianäs                                | Kianäs                                |
| Bahnhof (Strecke außer Betrieb) | 70                                                                            | Fagerhult                             | Fagerhult                             |
| |                                                                               | ehemals geplante Strecke              |                                       |
| Kopfbahnhof Streckenende (Strecke außer Betrieb) |                                                                               | Växjö                                 | Växjö                                 |
| |                                                                               |                                       |                                       |
| Quellen: |                                                                               |                                       |                                       |

Von der schwedischen Bahnstrecke Mönsterås–Växjö existiert heute nur noch eine 20 Kilometer lange Güterzugstrecke zwischen Sandbäckshult und Mönsterås bruk. Die Strecke wurde einst von der Mönsterås–Åseda Järnvägsaktiebolag (MÅJ) geplant und gebaut.

## Geschichte
Mönsterås, das am 5. Dezember 1862 selbstständige Gemeinde wurde, wollte wie viele andere Gemeinden in der damaligen Zeit ihre Verkehrsverbindungen verbessern. 1892 entstand ein Projekt, eine Eisenbahn mit einer Spurweite von 600 mm zwischen Mönsterås und Målerås zu bauen. Die Konzession wurde am 10. November 1893 beantragt, jedoch nicht gewährt. Der Hauptgrund dafür war, dass diese Spurweite für die Zukunft nicht als geeignet angesehen wurde.
1897 wurden die Planungen, diesmal wie die Kalmar–Berga Järnväg mit einer Spurweite von 891 mm, wieder aufgenommen und am 23. Oktober 1897 erneut eine Konzession beantragt. Die Planungen sahen vor, eine Verbindung von Mönsterås sowohl nach Växjö (mit Umsteigen in Åseda auf die bestehende Strecke zwischen Åseda und Växjö) und Kalmar (mit Umsteigen in Sandbäckshult zur Strecke Kalmar–Berga) zu bauen.

## Mönsterås–Åseda Järnvägsaktiebolag
Die Konzession wurde am 10. März 1899 mit Auflagen erteilt: so sollte der Gleisbau am 1. September 1899 beginnen und am 1. März 1903 die Strecke eröffnet werden. Am 17. Mai 1900 wurde die Mönsterås–Åseda Järnvägsaktiebolag gegründet, die die Finanzierung des Baues übernahm. Für den Bau wurde 1901 eine Tenderlokomotive mit der Achsfolge 1'C (Kristinehamns Mekaniska Verkstad 1876) von der Hjo–Stenstorps Järnväg beschafft. Am 17. Oktober 1902 wurde der erste Abschnitt zwischen Mönsterås und Sandbäckshult in Betrieb genommen. Im Vorfeld dazu wurden von der Vagn- & Maskinfabriksaktiebolaget Falun im Herbst 1901 zehn Kieswagen und Anfang 1902 zwei Tenderlokomotiven mit der Achsfolge C 1' gemietet, die mit den Nummern 1 und 2 bezeichnet wurden. Dem folgten noch vier zweiachsige Personenwagen, zwei Drehgestellwagen und 50 Güterwagen.
Der Weiterbau der Strecke zwischen Mönsterås und Kråksmåla wurde am 11. November 1903 wegen finanzieller Schwierigkeiten gestoppt. Die Maschinenfabrik in Falun verlangte ihre Fahrzeuge zurück, da die vereinbarte Miete nicht bezahlt wurde. Die Abgabe der Fahrzeuge wurde durch die Anmietung einer Dampflok sowie eines Gepäck- und zweier Reisezugwagen von der Kalmar läns Östra järnvägsaktiebolag (KBJ) überbrückt. Ein Verkauf der Strecke an die KBJ wurde diskutiert. Ein Konkurs konnte jedoch durch Verhandlungen abgewendet werden. Am 16. April 1904 wurde ein neuer Vorstand gewählt. Es wurde vorgeschlagen, die Konzession auf die Streckenabschnitte Mönsterås–Alsterbro und Alsterbro–Åseda aufzuteilen. Am 11. Juli 1904 übernahmen zwei Banken sowie die Gemeinde Mönsterås Garantien für den Abschnitt bis Alsterbro, am 31. Juli wurden die Bauarbeiten wieder aufgenommen.

## Konkurs
Obwohl noch nicht alle Arbeiten abgeschlossen waren, wurde am 22. Januar 1905 der 27 Kilometer lange Streckenabschnitt zwischen Sandbäckshult und Alsterbro eröffnet. Vorläufig galt zwischen Sandbäckshult und Knivingaryd eine Höchstgeschwindigkeit von 35 km/h und zwischen Knivingaryd und Alsterbro 20 km/h. Die Besitzer der örtlichen Zündholzfabrik hatten gegen die Bürgschaft der Gemeinde geklagt und bekamen am 28. Juli 1905 Recht. Damit war ein Konkurs unausweichlich – 700 000 Kronen Inventar standen 1,6 Millionen Kronen Verbindlichkeiten gegenüber. Der am 2. August 1905 von der Hauptversammlung beschlossene Konkursantrag wurde am 14. September abgelehnt.
Am 3. September 1906 fand ein Versteigerungstermin durch den Konkursverwalter statt. KBJ bot für die Bahn 400 000 Kronen, das Angebot wurde abgelehnt. Im Frühjahr 1907 erbat der Konkursverwalter eine Verlängerung der Bauzeit für die Strecke Alsterbro–Åseda. Diese Verlängerung wurde abgelehnt und damit verfiel die Konzession für den Streckenabschnitt Fagerhult–Åseda. Für die Reststrecke Alsterbro–Fagerhult wurde mit dem 1. März 1911 ein neues Fertigstellungsdatum festgelegt. Neue Auktionen fanden am 28. März 1907 und am 13. November 1909 statt, zu denen keine Gebote abgegeben wurden. Bei einem neuerlichen Versteigerungstermin am 15. März 1910 erhielt die KBJ für das gleiche Gebot wie 1906 den Zuschlag.

## Mönsterås nya Järnvägsaktiebolag
KBJ gründete eine neue Aktiengesellschaft, die Mönsterås nya Järnvägsaktiebolag. Die Bahn bekam den neuen Namen Mönsterås Järnväg, behielt jedoch die alte Abkürzung MÅJ. Die Gründungsversammlung erfolgte am 25. April 1910. Dabei wurde die Beschaffung eines Dampftriebwagens beschlossen, der im gleichen Jahr von Arlöfs Mekaniska Verkstad & Waggonfabrik geliefert wurde. Dieses Fahrzeug wurde 1932 von Kalmar Verkstad in einen Dieseltriebwagen umgebaut.

## Weiterer Ausbau
Nach Übertragung der Konzession auf die neue Aktiengesellschaft begann 1911 der Weiterbau. Am 20. September konnte der Abschnitt Alsterbro–Kråksmåla eröffnet werden, am 4. Juni 1913 folgte Kråksmåla–Grönskåra.
Der Beschluss, die Bahn von Grönskåra nach Fagerhult zu verlängern, fiel am 9. Februar 1913. Am 24. November 1916 wurde der elf Kilometer lange Abschnitt eröffnet.
Bis zum geplanten Endbahnhof Åseda kamen die Bautrupps infolge der verfallenen Konzession jedoch nie. Es gab zwar Planungen für weitere Ergänzungen der Strecke nach Triabo an der Strecke Växjö–Virserum. 1918 wurde eine neue Konzession für eine Strecke zwischen Fagerhult und Virserum beantragt und am 20. Dezember 1918 bewilligt. Wegen der wirtschaftlichen Schwierigkeiten in den Jahren nach dem Ersten Weltkrieg wurde diese nicht genützt und verfiel, so dass 1920 der Bau der Strecke als abgeschlossen betrachtet wurde.
1920 waren auf der Bahnstrecke drei Tenderlokomotiven, ein Dampftriebwagen, zwei Drehgestellwagen und fünf zweiachsige Personenwagen, vier zweiachsige Gepäckwagen und 128 Güterwagen vorhanden.
Für den Unterhalt der Lokomotiven wurden Lokschuppen in Mönsterås (mit Drehscheibe 13,5 m), Alsterbro (mit Drehscheibe 6 m), Grönskåra (mit Drehscheibe 12,5 m) und Fagerhult (mit Drehscheibe 12,5 m) gebaut.

## Einstellung Sandbäckshult–Fagerhult
Bereits 1926, 1932 und 1939 wurden Anträge auf Einstellung des Verkehrs zwischen Sandbäckshult und Fagerhult gestellt. Alle Anträge wurden abgelehnt. Die Wirtschaftlichkeit der Strecke blieb aus, der Personen- und vor allem der erhoffte Güterverkehr mit Forstprodukten blieb schwach. Am 1. Juli 1940 wurde die Bahn im Rahmen der Allgemeinen Eisenbahnverstaatlichung verstaatlicht und in das Streckennetz der Statens Järnvägar integriert. Während der Staatsbahnzeit blieb der Verkehr ebenso gering, lediglich nach dem Zweiten Weltkrieg stieg dieser noch einmal an. Am 1. September 1959 wurde der Personenverkehr zwischen Fagerhult und Sandbäckshult eingestellt, nachdem ab dem 2. Juni 1957 nur noch wenige Züge fuhren. Am 1. Februar 1962 endete der Personenverkehr zwischen Sandbäckshult und Mönsterås. Der Güterverkehr wurde offiziell am 26. Mai 1963 zwischen Fagerhult und Sandbäckshult eingestellt, nachdem der letzte Güterzug am 6. März 1963 gefahren war.
Zwischen Skoghult und Sandbäckshult wird über rund 20 Kilometer die alte Bahntrasse als Radwanderweg genutzt.

## Normalspur Sandbäckshult–Mönsterås bruk
1958 wurde in Mönsterås bruk die Södra Cell Mönsterås Zellstofffabrik, gebaut. Neben Zellstoff werden Pellets hergestellt. Die Fabrik produziert heute neben jährlich 750 000 Tonnen Zellstoff Ökostrom und Fernwärme, mit der in Zukunft Blomstermåla versorgt werden soll. Neben dem neuen Ostsee-Hafen entstanden Gleisanlagen in Normalspur. Die Güterwagen wurden mit Straßenrollern zwischen Kalmar oder Stubbemåla nach Mönsterås bruk befördert. War anfangs nur ein Wagen täglich zu befördern, wuchs der Verkehr bis 1964 auf 200 Wagen pro Monat an. Um diese umständliche Transporte zu vereinfachen, verlängerten SJ ab November 1970 die Strecke von Mönsterås nach Mönsterås bruk in Normalspur. Gleichzeitig wurden zwei Kilometer der Schmalspurstrecke von Stubbemåla nach Mönsterås auf Normalspur umgebaut und am 10. Juli 1972 in Betrieb genommen. Diese Normalspurstrecke wurde bis zum 14. November 1973 im Inselbetrieb betrieben, bis der Streckenabschnitt der ehemaligen Kalmar–Berga Järnväg zwischen Kalmar und Sandbäckshult und weiter nach Stubbemåla auf Normalspur umgestellt wurde.
Sandbäckshult ist heute ein Bahnhofsteil von Blomstermåla. Im Zusammenhang mit einer Erweiterung 1973 wurde ein neues Anschlussgleis gebaut, das bereits etwas südlich des Bahnhofsgebäudes abzweigt. Dadurch können die Züge von Kalmar nach Mönsterås bruk direkt verkehren, ohne in Sandbäckshult einen Lokwechsel vornehmen zu müssen.
Green Cargo fährt werktags ein bis zwei Güterzüge zwischen Kalmar und Mönsterås bruk. Zuglok ist im Normalfall eine Diesellok vom Typ T44 oder Td. Holz zur Weiterverarbeitung für die Zellstofffabrik in Mönsterås wird täglich von TX Logistik aus Vislanda angeliefert.